# Чеханов
Чеханов или Чеха̀нув (на полски: Ciechanów; на немски: Zichenau) е град в Полша, Мазовско войводство. Административен център е на Чехановски окръг, както и на селската Чехановска община, без да е част от нея. Самият град е обособен в самостоятелна община с площ 32,78 км2.

## География
Градът се намира в историческата област Мазовия.
Разположен е край река Лидиня, на 104 километра северозападно от Варшава, на 85 километра североизточно от Плоцк и на 115 километра южно от Олщин.

## История
За пръв път селището е споменато в писмен документ през 1065 година. В 1266 година получава градски права от княз Конрад II Мазовски.
В периода (1975 – 1998) е столица на Чехановското войводство.

## Население
Населението на града възлиза на 44 963 души (2010). Гъстотата е 1 371,66 души/км2.

## Личности

### Родени в града
- Йежи Дастих – активист на „Солидарност“
- Ян Кажимеж Крашински – политик
- Марчин Рогачевич – актьор
- Игнаци Гоголевски – актьор
- Витолд Скарух – актьор
- Йежи Бралчик – лингвист
- Веслав Антони Лясоцки – офицер
- Марек Дукачевски – полски генерал
- Анджей Тишкевич – полски генерал и дипломат
- Анджей Жеплински – полски юрист
- Мирослав Вижиковски – полски юрист
- Пьотър Червински – полски генерал
- Станислав Ошецки – полски политик
- Збигнев Шемьонтковски – полски политик
- Александер Соплински – политик
- Войчех Олшак – музикант
- Дорота Рабчевска – певица
- Касия Струс – модел
- Виолета Потемпа – лекоатлетка
- Лукаш Межеевски – футболист

## Градове партньори
- Meudon, Франция
- Халденслебен, Германия
- Хмелницки, Украйна
- Брезно, Словакия